# Schulenberg im Oberharz
Schulenberg im Oberharz è un comune di 297 abitanti della Bassa Sassonia, in Germania.
Appartiene al circondario (Landkreis) di Goslar (targa GS) ed è parte della comunità amministrativa (Samtgemeinde) di Oberharz.

## Storia
Schulenberg era un insediamento minerario e di capanne fin dal XVI secolo. La località era divisa nei distretti di Ober-, Mittel- e Unterschulenberg. I pozzi del distretto minerario di Schulenberg si trovavano poco sopra il villaggio e vi si estraevano soprattutto argento, rame e piombo. Con l'abbandono dei pozzi, l'ultimo e più produttivo nel 1904, il ramo principale dell'economia di Schulenberg fu la costruzione di legname. Unterschulenberg fu definitivamente abbandonata nel 1954 e l'edificio fu raso al suolo per far posto alla diga di Oker, appena costruita. I cittadini trovarono una nuova casa sul Kleiner Wiesenberg, a ovest della loro vecchia abitazione. 
L'odierno Schulenberg, a circa 60 metri sopra il lago artificiale, fu costruito lì, con la significativa influenza dell'architetto Carl Bauer. Dal 1956 la diga dell'Oker fu sommersa. Lo status di stazione climatica è stato abbandonato alla fine del 2010. Il 1º gennaio 2015, la comunità di Schulenberg im Oberharz è stata sciolta.